# Tarusán
Tarusán
es un barrio rural  del municipio filipino de primera categoría de Bataraza perteneciente a la provincia  de Paragua en Mimaro,  Región IV-B.
En 2007 Tarusán contaba con  3.463 residentes.

## Geografía
Este barrio, continental, ocupa el centro del municipio en la costa este.
Linda al norte con el barrio de Panalingaán  que forma parte del municipio vecino de Punta Baja (Rizal)  en la costa occidental de la isla, bahía de Marasi;
al noroeste con el barrio de Iguaig, limítrofe con el de Sandoval;
al nordeste con el barrio de  Bulalacao;
al sur con el barrio de   Igang-Igang e isla Pirata, que forma parte del mismo;
al este  con  la ensenada de San Antonio, entre punta Treacher y punta Segyam, ocupando el extremo sur;
y al oeste con los barrios de Culandanum, de Sandoval y de Iguaig (Iwahig).

### Demografía
El barrio  de Tarusán contaba  en mayo de 2010 con una población de 4.731 habitantes.

## Historia
Formaba parte de la provincia española de  Calamianes, una de las 35 del archipiélago Filipino, en la parte llamada de Visayas. Pertenecía a la audiencia territorial  y Capitanía General de Filipinas, y en lo espiritual a la diócesis de Cebú.
En 1858 la provincia  fue dividida en dos provincias: Castilla,  Asturias y la isla de Balábac. Este barrio pasa a formar parte de la provincia de Asturias.